# 1956年コルチナ・ダンペッツオオリンピックのスウェーデン選手団
1956年コルチナ・ダンペッツオオリンピックのスウェーデン選手団（1956ねんコルチナ・ダンペッツオオリンピックのスウェーデンせんしゅだん）は、1956年1月26日から2月5日まで、イタリアのコルティーナ・ダンペッツォで開催された1956年コルチナ・ダンペッツオオリンピックのスウェーデン選手団、およびその競技結果。

## 概要
今大会は金メダル2個、銀メダル4個、銅メダル4個の合計10個のメダルに留まった。

## メダル
| メダル | 選手名                                                                                                | 競技                   | 種目             |
| ------ | --- | ---------------------- | ---------------- |
| 金     | シクステン・イェルンベリ                                                                              | クロスカントリースキー | 男子50km         |
| 金     | シグバルト・エリクソン                                                                                | スピードスケート       | 男子10000m       |
| 銀     | シクステン・イェルンベリ                                                                              | クロスカントリースキー | 男子15km         |
| 銀     | シクステン・イェルンベリ                                                                              | クロスカントリースキー | 男子30km         |
| 銀     | ベンクト・エリクソン                                                                                  | ノルディック複合       | 男子個人         |
| 銀     | シグバルト・エリクソン                                                                                | スピードスケート       | 男子5000m        |
| 銅     | スティグ・ソランダー                                                                                  | アルペンスキー         | 男子回転         |
| 銅     | ソーニャ・ルトストローム＝エドストローム                                                              | クロスカントリースキー | 女子10km         |
| 銅     | レンナート・ラーション グンナル・サミュエルソン ペール＝エリック・ラーション シクステン・イェルンベリ | クロスカントリースキー | 男子4×10kmリレー |
| 銅     | イルマ・ヨハンソン アンナ＝リサ・エリクソン ソーニャ・ルトストローム＝エドストローム                  | クロスカントリースキー | 女子3×5kmリレー  |